# Всегда (фильм, 1989)
«Всегда» (англ. Always) — романтическая фэнтезийная драма 1989 года режиссёра Стивена Спилберга, созданная продюсером Фрэнком Маршаллом, с участием Одри Хепбёрн, исполнившей в картине свою последнюю роль.

## Сюжет
Пит Сэндич — легендарная личность, лётчик-ас пожарной авиации. У него была замечательная жизнь: интересная работа, любимая женщина и лучший друг. Однажды Пит жертвует этой жизнью, чтобы спасти товарища. Он умер раньше, чем успел убедиться в том, что с близкими ему людьми всё будет хорошо. И пилот возвращается уже как призрак. Пит должен позаботиться о каждом из них, но подчас это будет нестерпимо трудно.

## В ролях
- Ричард Дрейфусс — Пит Сэндич
- Холли Хантер — Доринда Дарстон
- Брэд Джонсон — Тэд Бейкер
- Джон Гудмен — Эл Яки
- Одри Хепбёрн — Хэп
- Робертс Блоссом — Дэйв
- Кит Дэвид — Паверхаус
- Марг Хелгенбергер — Рэйчел

## Создатели фильма
- Режиссёр: Стивен Спилберг
- Продюсеры: Фрэнк Маршалл и Кэтлин Кенеди
- Сценаристы:
  - Джерри Белсон (сценарий)
  - Далтон Трамбо (сценарий «Парень по имени Джо»)
  - Чандлер Спрэг и Дэвид Боэм (рассказ «Парень по имени Джо»)
  - Фредерик Хазлитт Бреннан (сценарий-адаптация)